# Litava
Litava (em húngaro: Litva) é um município da Eslováquia, situado no distrito de Krupina, na região de Banská Bystrica. Tem 22,13 km² de área e sua população em 2018 foi estimada em 763 habitantes.

## Demografia
| Ano:        | 1994 | 2004   | 2014   | 2024   |
| ----------- | ---- | ------ | ------ | ------ |
| Broj ljudi: | 822  | 809    | 768    | 727    |
| Razlika:    |      | -1,58% | -5,06% | -5,33% |

| Ano:               | 2023 | 2024   |
| ------------------ | ---- | ------ |
| Número de pessoas: | 738  | 727    |
| Diferença:         |      | -1,49% |